# Jolodnaya Rechka
Jolódnaya Rechka (en georgiano: ხოლოდნაია-რეჩკა; en armenio: Խոլոդնայա Ռեչկա) o Bagripsta (en abjasio: Баҕрыпсҭа, romanizado: Bagrypsta; en ruso: Багрыпста) es un pueblo que pertenece a la parcialmente reconocida República de Abjasia, parte del distrito de Gagra, aunque de iure pertenece al municipio de Gagra de la República Autónoma de Abjasia de Georgia.

## Toponimia
El nombre Bagripsta deriva de la antigua familia aristocrática local Bagb (Баҕба) y de la palabra valle (аҧсҭа).

## Geografía
Jolódnaya Rechka se encuentra a orillas del mar Negro, a una distancia de 10 km de la frontera con Rusia y 12 km de Gagra. Limita con la localidad de Jashupse en el norte; Gantiadi en el oeste, y en el este tiene frontera con la ciudad Gagra. 

## Historia
El pueblo fue fundado en 1828 por inmigrantes armenios de Samsun, quienes lo llamaron Goshendak-Derekey (en armenio: Խոլոդնայա Ռեչկա). A principios del siglo XX se establece un nombre definitivo en la época, esta vez ruso: Jolódnaya Rechka, que se mantuvo durante toda la época soviética. En 1917 o 1918, se estableció la primera administración oficial del pueblo y en la década de 1930, este pueblo se dividió según el río Jolódnaya en sus partes superior e inferior. Durante el período soviético, cuando se fundó un selsovet aquí y se establecieron complejos turísticos y grandes hoteles de vacaciones en el pueblo, rodeados de una hermosa naturaleza. El líder soviético Iósif Stalin también hizo construir aquí su dacha. La población se dedica al cultivo de tabaco, maíz, cítricos, jardinería, ganadería, apicultura y silvicultura. Durante los años soviéticos, el pueblo contaba con una escuela primaria, una biblioteca, un cine-club, un centro médico, un jardín botánico, 2 casas de reposo y 4 pensiones.
Después del estallido de la guerra en Abjasia, una gran parte de la población abandonó el pueblo, el transporte ferroviario se detuvo y los huéspedes que estaban de vacaciones aquí también huyeron. Después de la batalla de Gagra en el otoño de 1992, el pueblo fue gobernado por separatistas abjasios. En diciembre del mismo año, la administración militar separatista decidió cambiar el nombre oficial al nombre actual Bagripsta, pero el nombre de Jolódnaya Rechka todavía se usa extraoficialmente en Abjasia y lo usan oficialmente las autoridades georgianas, que consideran a Abjasia como su territorio. Bagrypsta todavía tiene la mayoría de su nacionalidad armenia. Después de la recuperación de la posguerra, el turismo sigue siendo el elemento principal de la economía de Bagripsta.

## Demografía
La evolución demográfica de Jolódnaya Rechka entre 1959 y 2011 fue la siguiente:
| 660                                                 | 1624 | 909 |
| (Fuente: Population of Abkhazia since Soviet times) |      |     |

La población ha tenido una gran disminución de población, aunque la mayoría de la población sigue siendo armenia (conservando una importante minoría rusa). Según el censo de 1959, la mayoría de la población local eran rusos y armenios.
|              | 2011      | 2011       |
| Grupo étnico | Población | Porcentaje |
| ------------ | --------- | ---------- |
| Total        | 909       | 100%       |
| Georgianos   | 2         | 0,2%       |
| Abjasios     | 14        | 1,5%       |
| Rusos        | 192       | 21,1%      |
| Ucranianos   | 16        | 1,8%       |
| Armenios     | 651       | 71,6%      |
| Griegos      | 21        | 2,3%       |

## Infraestructura

### Transporte
En el pueblo hay una estación de tren que conecta Rusia con Abjasia, y también está atravesado por la carretera principal que conecta Rusia con Georgia.